# Шемет Володимир Михайлович
Володи́мир Миха́йлович Ше́мет (1 липня 1873, хутір Олександрівка, Лубенський повіт, Полтавська губернія — 14 травня 1933, Київ) — український громадський і політичний діяч. Активний член Братства тарасівців, співзасновник УНП (1902). Гласний Лубенської міської думи, член Української Центральної Ради.

## Біографія
Народився 1 липня 1873 року на хуторі Олександрівці під Лубнами в сім'ї військовослужбовця. Походив зі старовинного шляхецького роду Шеметів-Кежгайлів. Закінчив Лубенську гімназію. Вищу освіту здобув на фізично-математичному факультеті Петербурзького університету та на природничому факультеті Київського університету. Під час навчання в Києві познайомився з Миколою Міхновським і під його впливом вступив до Братства тарасівців, заснувавши разом із братами Миколою та Сергієм осередок цієї організації в Лубнах. За участь у студентському русі протягом 1900–1901 років був позбавлений права проживання в столицях, університетських і губернських містах. Повернувшись до Лубен, активно працював у місцевому земстві, обирався гласним Лубенської міської думи.
У 1902 році разом із М. Міхновським став засновником УНП. Вів активну політичну діяльність. У листопаді-грудні 1905 року разом із братом Миколою видавав у Лубнах першу в Наддніпрянській Україні українську газету «Хлібороб». Хоча після 5-го номера газету було заборонено, її видання мало надзвичайно великий резонанс. На початку 1906 року став одним із засновників газети «Громадська думка» (з вересня 1906 до 1914 року виходила під назвою «Рада»). У 1905 році як представник українських партій був обраний до Першої Державної Думи від Полтавської губернії, де працював у комісії для складання проекту закону про національну рівність, був членом української фракції і входив до бюро Українського парламентського клубу. Після розпуску Думи із групою депутатів підписав «Виборзьку відозву» — заклик до народу чинити пасивний опір урядові (не платити податків, не давати рекрутів) доти, доки цар не призначить нових виборів. За це був засуджений до тримісячного ув'язнення. У 1909 переслідувався по справі «Лубенської республіки».

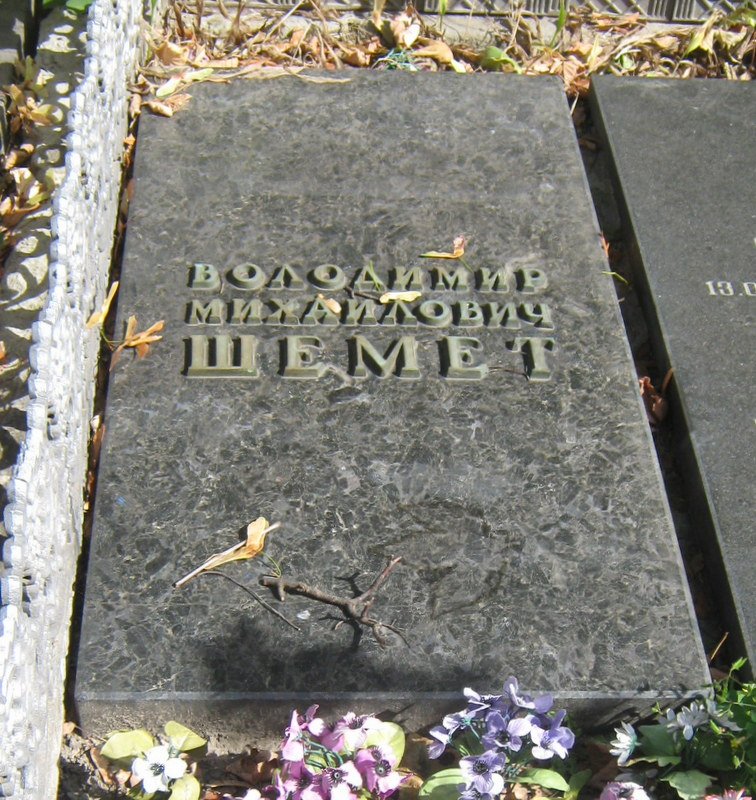
Могила Володимира Шемета

У 1916 створив приватну українську гімназію в Лубнах, від якої був делегований до Української Центральної Ради. Після заміни полтавських депутатів-самостійників представниками соціалістичних партій брати Шемети у жовтні 1917 року створили Українську демократичну хліборобську партію, яка через півроку привела до влади П. Скоропадського. Був учасником різних депутацій до гетьмана.
За радянської влади відійшов від активної політичної діяльності. Протягом 1919–1923 років працював у Комісії для складання словника живої української мови при ВУАН, збирав народні технічні терміни столярства, теслярства, будівництва тощо. Звинувачений у «націоналістичних нахилах», змушений був залишити академічну роботу. Останні десять років життя працював службовцем у різних установах. Помер у Києві 14 травня 1933 року. Похований на Байковому кладовищі (ділянка № 2).

## Вшанування пам'яті
- В Полтаві існує провулок Братів Шеметів[1].
- В Лубнах існує вулиця Братів Шеметів.
- В Києві у Голосіївському районі є Вулиця Братів Шеметів.